# Diecezja Honolulu
Diecezja Honolulu (łac. Dioecesis Honoluluensis, ang. Diocese of Honolulu) jest diecezją Kościoła rzymskokatolickiego w metropolii San Francisco w Stanach Zjednoczonych. Swym terytorium obejmuje cały stan Hawaje.

## Historia

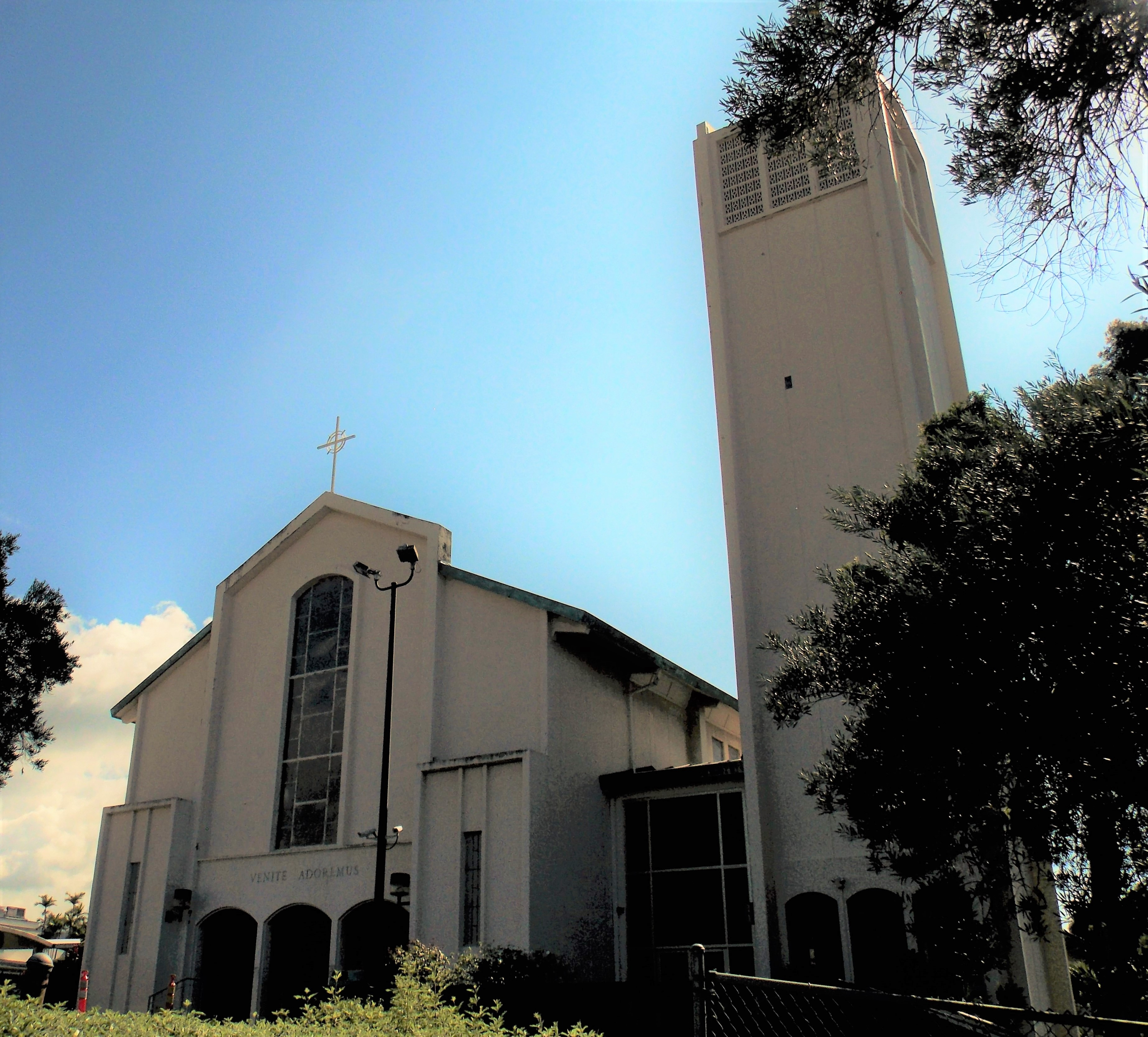
Konkatedra św. Teresa od Dzieciątka Jezus w Honolulu

Pierwsi kapłani katoliccy przybyli do Honolulu w roku 1827. Byli to misjonarze ze Zgromadzenia Najświętszych Serc Jezusa i Maryi. Na ich czele stał ks. Alexis Bachelot. Ponieważ wcześniej na te tereny przybyli misjonarze protestanccy, to właśnie oni zdobyli poważanie u władz i króla i przyczynili się do powstania polityki religijnej sprzyjającej zwalczaniu Kościoła katolickiego. Księża byli prześladowani i ostatecznie zmuszeni do opuszczenia wysp i powrotu na kontynent. Kolejne próby ewangelizowania podjął ks. Robert Walsh, którego władze kościelne wysłały aby ocenić sytuację w królestwie Hawajów. Mógł on tam pozostać dzięki interwencji obecnych tam Brytyjczyków. Prześladowania katolików ustały ostatecznie w roku 1839, kiedy to zawarto pokój z ówczesnym królem Kamehamehą III. Od tej pory katolicyzm na Hawajach mógł rozwijać się bez większych przeszkód. W roku 1840 przybył do Honolulu wikariusz apostolski Wschodniej Oceanii, którego jurysdykcja obejmowała Tahiti, Markizy i Wyspy Sandwich (dawna nazwa Hawajów). 280 katechumenów otrzymało chrzest, rozpoczęto też budowę katedry, którą uroczyście poświęcono w sierpniu 1843 roku. W roku 1847 Wschodnią Oceanię podzielono na trzy pomniejsze wikariaty. Pierwszym wikariuszem apostolskim Wysp Sandwich został francuski ksiądz Louis Maigret (1804-1882). Rok później nastąpiła zmiana nazwy na Wikariat Apostolski Hawajów. Pierwszy wikariusz apostolski zmarł w roku 1882. Nowy wikariusz niemieckiego pochodzenia zmierzyć się musiał z rosnącą falą katolików zaludniających Hawaje, którzy przyjeżdżali tam do pracy na plantacjach. Wierni wywodzili się z Filipin, Polski, Portugalii i Hiszpanii. Także dziś populacja katolików na Hawajach jest kulturowo zróżnicowana. Wikariat Hawajów został podniesiony do rangi diecezji 25 stycznia 1941 przez papieża Piusa XII. Pierwszym ordynariuszem został kapłan archidiecezji San Francisco James Joseph Sweeney. Obecny ordynariusz jest pierwszym, który urodził się na Hawajach, także jego konsekracja biskupia była pierwszym tego typu obrzędem dokonanym na tych terenach.

## Ordynariusze
- Louis-Désiré Maigret SSCC (1839–1882) - wikariusz apostolski
- Bernard Hermann Koeckemann SSCC (1882–1892) - wikariusz apostolski
- Gulstan Francis Ropert SSCC (1892–1903) - wikariusz apostolski
- Libert Hubert John Louis Boeynaems SSCC (1903–1926) - wikariusz apostolski
- Stephen Peter Alencastre SSCC (1926–1940) - wikariusz apostolski
- James Joseph Sweeney (1941–1968) - pierwszy ordynariusz
- John Joseph Scanlan (1968–1981)
- Joseph Anthony Ferrario (1982–1993)
- Francis DiLorenzo (1994–2004)
- Larry Silva (od 2005)